# Municipio Tonanitla
Koordinaten: 19° 41′ 13″ N, 99° 3′ 18″ W
Tonanitla ist ein 2003 erschaffenes Municipio im mexikanischen Bundesstaat México. Es gehört zur Zona Metropolitana del Valle de México, der Metropolregion um Mexiko-Stadt. Der Sitz der Gemeinde ist Santa María Tonanitla. Die Gemeinde hatte im Jahr 2010 10.216 Einwohner in 2.392 Haushalten, ihre Fläche beträgt 9,1 km².

## Geographie
Tonanitla liegt im Norden des Bundesstaates México auf einer Ebene in Höhe von etwa 2240 m. Drei Viertel der Fläche werden ackerbaulich genutzt, 20 % des Municipios dienen als Weidefläche.
Tonanitla grenzt an die Municipios Nextlalpan, Tecámac, Jaltenco und Tultitlán.

## Orte
Tonanitla umfasst sechs Orte:
| Ortsname              | Einwohner (2010) |
| Santa María Tonanitla | 6774             |
| Colonia la Asunción   | 2881             |
| Colonia las Chinampas | 0480             |
| Valle Verde           | 0068             |
| Colonia PEMEX         | 0008             |
| San Bartolo           | 0005             |